# 博覧会
博覧会（はくらんかい）とは、物品や資料などを集めて一般公開する催しのことである。
様々な物品を集めて展示する博覧会（国内博覧会）は、1798年、フランス革命の時期のパリで開催された。1849年までにパリで11回にわたり開催され、徐々に規模が大きくなっていった。同様の博覧会がベルギー、オランダなど各国でも開催されるようになると、1849年にフランスの首相が国際博覧会を提唱し、1851年に第1回国際博覧会がロンドンで開催された。

本項では、日本における主な博覧会を歴史的に記述する。

## 日本の博覧会の歴史

### 日本の博覧会前史
江戸時代の1757年（宝暦7年）、本草学者の平賀源内の提案、田村藍水の主催で、江戸・湯島で「物産会」（薬品会ともいう）が開催された。以降、各地で本草学者により物産会が開催された。また物産会以外にも、寺院での開帳などが行われていた。

### 国際博覧会への参加

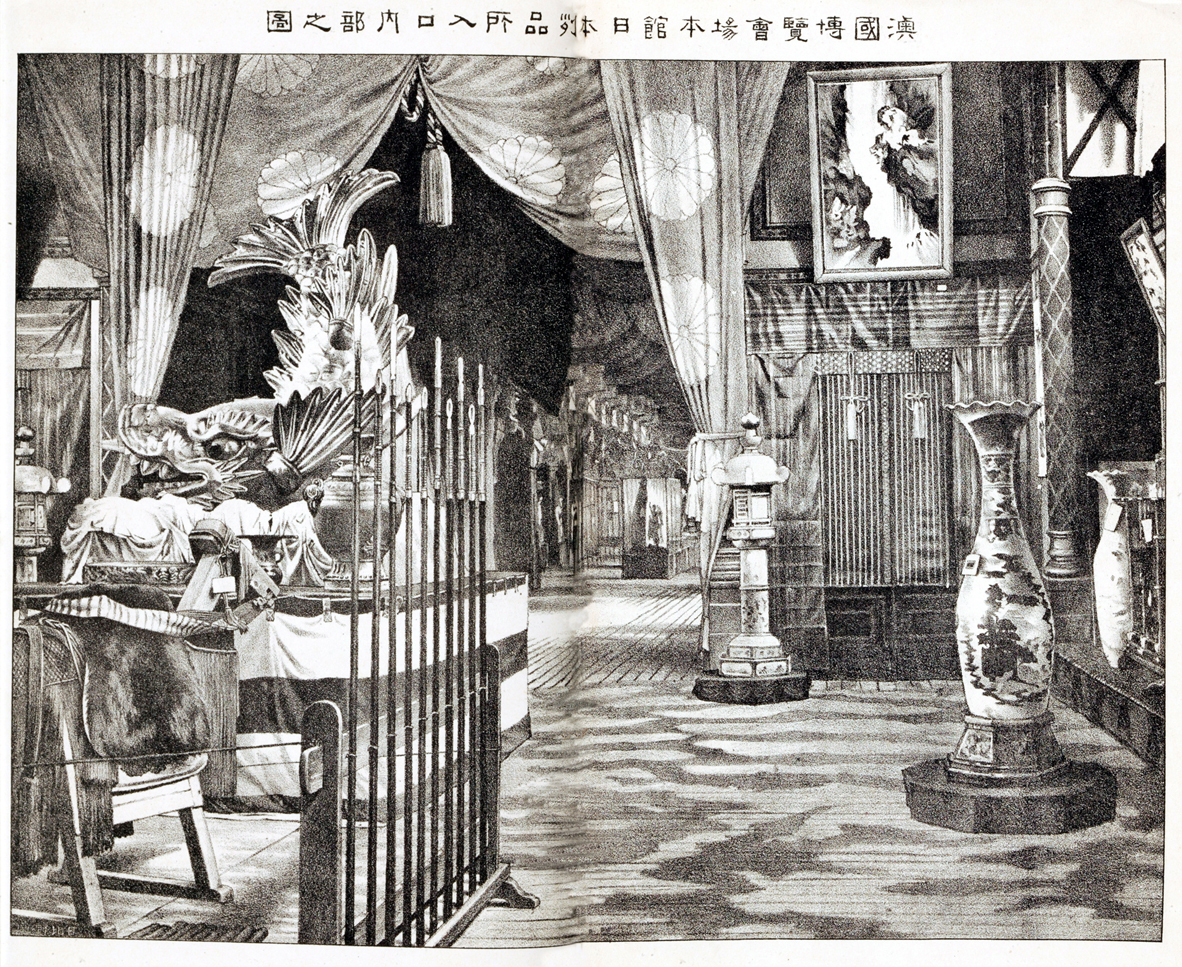
1873年（明治6年）ウィーン万博の日本館

1867年（慶応3年）、第2回パリ万博に幕府および薩摩藩と佐賀藩が参加し、出品した。また、水戸藩の徳川昭武、渋沢栄一らもパリに赴いた。1873年（明治6年）のウィーン万博には日本政府として初めて公式参加し、日本館を建設した。明治期の国際博覧会では日本の展示品が好評をもって迎えられ、日本ブーム（ジャポニスム）を広めた。

### 内国勧業博覧会

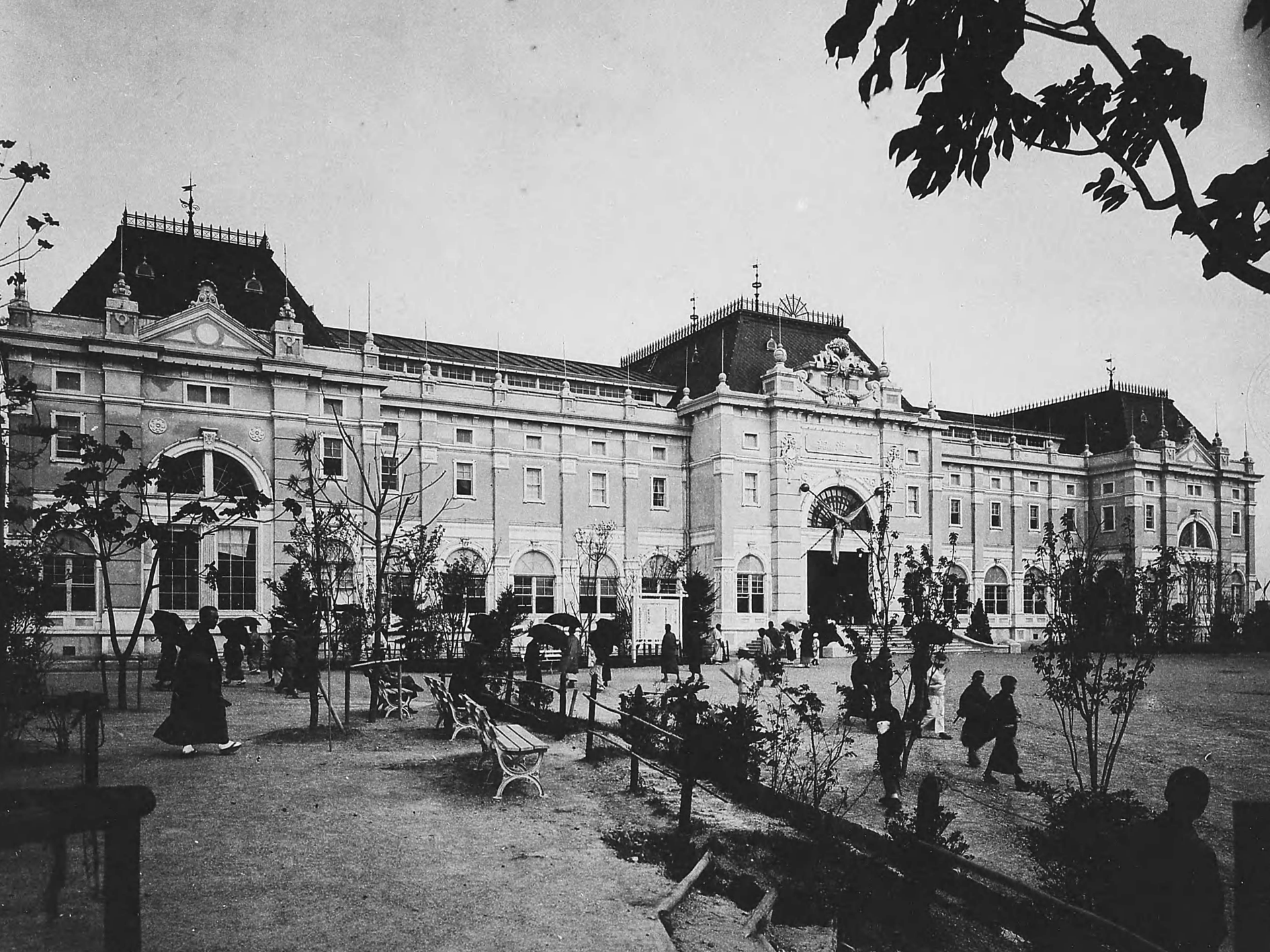
第五回内国勧業博覧会の美術館

近代日本では新しい文明の成果や他国の文化を人々に伝える啓蒙的な役割を果たすことになった。1871年（明治4年）、5月の九段下の西洋医学所薬草園にて行われた大学南校主催の物産会（当初博覧会の名で企画されたが直前に物産会に名称変更）や10月の京都の西本願寺で開催された京都博覧会（京都博覧会社主催）が国内の博覧会最初期のものである。同博覧会は以後も京都御苑などを会場に行われた。1872年（明治5年）には東京で初めての博覧会、もしくは文部省博物局が主催した初の官設博覧会として湯島聖堂博覧会が開催された。また廃仏毀釈によって荒廃した奈良でも1875年（明治8年）第一次奈良博覧会が東大寺大仏殿及び回廊を会場として県内寺社・個人所蔵の文化財を集めた異色の博覧会として開催されたが、こちらは正倉院御物などの複製を通じた伝統工芸に対する再評価の場となった（奈良博覧会社により以後毎年第十五次まで開催）。
東京では1877年（明治10年）に、上野公園で第1回内国勧業博覧会（政府主催）が開催された。内国勧業博覧会は以後、1881年（明治14年）上野、1890年（明治23年）上野、1895年（明治28年）京都、1903年（明治36年）大阪と5回が開催された。第5回の大阪での博覧会は、日本が工業所有権の保護に関するパリ条約に加盟したことから海外からの出品が可能となり、14か国18地域の参加と出品点数31,064点と予想以上の出品が集まった。この数字は、1900年（明治33年）パリ万博の37ヶ国、1902年（明治35年）グラスゴー万国博覧会の14カ国と比べてもあまり遜色なく、事実上小さな万国博覧会とみなしても差し支えないとされる。上野公園では、その後も1907年（明治40年）に東京勧業博覧会、東京大正博覧会1914年（大正3年）（外部リンクに当時発行の「東京大正博覧会実記」記載）、平和記念東京博覧会1922年（大正11年）と、東京府主催の大規模な博覧会が続いた。明治大正の博覧会場は、ほとんど東京か京都だったが、大阪・名古屋・仙台などでの開催例もある。
また、日本統治下に入った朝鮮と台湾でも、日本統治の成果を示すことを目的とした博覧会が開かれた。1915年（大正4年）に京城府（現在のソウル特別市）で開催された始政五年記念朝鮮物産共進会を始め、1929年（昭和4年）には同じく京城府で朝鮮博覧会、1935年（昭和10年）には台北で始政四十周年記念台湾博覧会が開催された。

### 民間主催の博覧会
それまで官庁による主催の博覧会によって投資の呼び込みや消費拡大に効果があることも示されたことで、大正期以降には民間会社主催の博覧会も催されるようになった。新聞社、百貨店、鉄道事業者などが博覧会を主催するようになった。これには相互にも開催を取り上げることで、さらに効果をあげた。

### 紀元2600年万博と東京オリンピックの中止
昭和に入ると、日本で国際博覧会を開催しようとする機運が高まり、議会でも議論された。紀元2600年に当たる1940年（昭和15年）を期して日本で紀元2600年記念日本万国博覧会を開催することに決まった（1934年（昭和9年）に日本万国博覧協会創立）。また、東京オリンピックの同年開催も1936年（昭和11年）に決定し準備が進められた。しかし、日中戦争が激化したため、参加国の減少が見込まれたこと、及び軍部の反対により、1938年（昭和13年）に開催中止が決定した。

### 日本万国博覧会（大阪万博）
「人類の進歩と調和」をテーマに、1970年（昭和45年）、大阪府吹田市で開催された。77の国が参加したアジアで最初の国際博覧会であった。詳しくは「日本万国博覧会」を参照。
大阪万博以降の特別博覧会としては以下の3博覧会がある。国際博覧会も参照。
- 沖縄国際海洋博覧会（沖縄県国頭郡本部町、1975年（昭和50年）〜1976年（昭和51年））
- 国際科学技術博覧会（つくば万博、筑波研究学園都市（茨城県つくば市）、1985年（昭和60年））
- 国際花と緑の博覧会（花の万博、大阪府大阪市、1990年（平成2年））

### 地方博覧会ブーム
第二次世界大戦の以降も各地で博覧会が開催されていたが、中でも特に成功を収め、地方博覧会ブームの先駆けとなったのは、1981年（昭和56年）に神戸で開催されたポートピア'81である。埋立地にインフラ整備を行って、博覧会を契機に跡地開発を進めるという発想は、大阪万博に倣ったものである。大きな成功を収めて市政改革事業の通称『株式会社神戸市』の面目躍如となった。
その後、バブル景気や市制100周年事業と重なる1989年（平成元年）の前後数年間に、横浜博覧会など各地で地方博ブームが起こった。しかし1990年代に入るとバブル崩壊とともに沈静化し、東京臨海副都心で行われる予定だった世界都市博覧会は中止された。これ以降も様々な博覧会は行われているが「博覧会は必要なのか」という疑問の声も大きくなっていった。地方博ブームだった1988年（昭和63年）に開催された博覧会はほとんどが黒字だったが、札幌市などで開催された世界・食の祭典は運営の杜撰さが祟って90億円という大赤字を出した。

### 2005年日本国際博覧会（愛・地球博、愛知万博）
「自然の叡智」をメインテーマに、「地球大交流」をコンセプトに、2005年（平成17年）に愛知県長久手町（現：長久手市）、愛知県瀬戸市などで開催された。日本の万博史上最多の120を超える国々が参加した21世紀最初の国際博覧会であった。詳しくは「2005年日本国際博覧会」を参照。

## 日本国内の博覧会の一覧
※全国菓子大博覧会および全国都市緑化フェアについては以下の一覧に掲載していない。国際博覧会や国際園芸博覧会についてはそちらを参照。

### 第二次大戦前
- 大学南校物産会（東京府、1871年）
- 京都博覧会（京都府、1871年）
- 湯島聖堂博覧会（東京府、1872年）
- 名古屋博覧会（愛知県、1874年）
- 奈良博覧会（奈良県、1875年）
- 宮城博覧会（宮城県仙台、1876年）
- 勧業博覧会（長崎県長崎、1877年）
- 内国勧業博覧会（東京府、1877年、1881年、1890年）、（京都府、1895年）、（大阪府、1903年）
- 水産博覧会（兵庫県神戸市和田岬「和楽園水族館」、1897年）
- 東京勧業博覧会（東京府、1907年）
- 関西府県連合共進会（各地、1883年） - 1910年）
- 一府八県連合共進会（富山県、1913年）
- 東京大正博覧会（東京府、1914年）
- 大典記念京都博覧会（京都府、1915年）
- 開道五十年記念北海道博覧会（北海道札幌区・小樽区、1918年）
- 電気博覧会（東京府、1918年）
- 平和記念東京博覧会（東京府、1922年）
- 東宮殿下御成婚奉祝万国博覧会参加50年記念博覧会（京都府、1924年）
- 大大阪記念博覧会（大阪府、1925年）
- 皇孫御誕生記念・こども博覧会（東京都、京都府、1926年）
- 電気大博覧会（大阪府、1926年）
- 新潟築港記念博覧会（新潟県新潟市、1926年）
- 東亜勧業博覧会（福岡県、1927年）
- 東北産業博覧会（宮城県仙台市、1928年4月15日 - 6月3日）
- 大日本勧業博覧会（岡山県、1928年）
- 全国産業博覧会（香川県、1928年）
- 大礼記念国産振興東京博覧会（東京都、1928年）
- 山梨電気博覧会（山梨県、1928年）
- 御大典奉祝名古屋博覧会（愛知県、1928年）
- 大礼記念京都大博覧会（京都府、1928年）
- 大礼奉祝交通電気博覧会（大阪府、1928年）
- 御遷宮奉祝神都博覧会（三重県伊勢市、1930年）
- 国産振興北海道拓殖博覧会（北海道札幌市、1931年）
- 国産振興博覧会（鹿児島県、1931年）
- 上越線全通記念博覧会（新潟県長岡市寺泊港水族館、1931年）
- 小樽海港博覧会（北海道、1931年）
- 記念観光と産業博覧会（奈良県、1933年）
- 国際産業観光博覧会（長崎県、1934年）
- 復興記念横浜大博覧会（神奈川県横浜市、1935年3月26日 - 5月24日）[15]
  - 横浜市が主催して関東大震災からの復興を記念し、震災の瓦礫埋立のため造成された山下公園を会場として開催[15]。会期中にのべ約330万人が来場した。
- 振興熊本大博覧会（熊本県、1935年）
- 国産振興四日市大博覧会（三重県四日市市、1936年）
- 全国産業博覧会（静岡県浜松市、1936年）
- 博多築港記念大博覧会（福岡県福岡市、1936年）
- 躍進日本大博覧会（岐阜県、1936年）
- 日満産業大博覧会（富山県、1936年）
- 輝く日本大博覧会（兵庫県、1936年）
- 名古屋汎太平洋平和博覧会（愛知県名古屋市、1937年）
- 別府国際温泉観光大博覧会（大分県、1937年）
- 東北振興大博覧会（宮城県、1938年）
- 興亜大博覧会（愛知県名古屋市、1939年）
- 興亜博覧会（山形県、1939年）

### 第二次大戦後
- 日本貿易博覧会（神奈川県、1949年）
- 長野市平和博覧会（長野県、1949年）
- 日本貿易産業博覧会（神戸博、兵庫県神戸市、1950年）
- 南国高知産業大博覧会（高知県、1950年）
- 東京産業文化平和博覧会（東京都、1950年）
- 小田原市こども文化博覧会（神奈川県、1950年）
- 浜松こども博覧会（静岡県浜松市、1950年）
- 北海道開発大博覧会（北海道旭川市、1950年）
- 高岡産業博覧会（富山県、1951年）
- 講和記念北海道平和博覧会（北海道岩見沢市・富良野町・帯広市、1952年）
- 四日市大博覧会（三重県、1952年）
- 新日本高崎こども博覧会（群馬県、1952年）
- 福井復興博覧会（福井県、1952年）
- 豊橋産業文化大博覧会（愛知県、1954年）
- 岡山産業観光大博覧会（岡山県、1954年）
- 富山産業大博覧会（富山県、1954年）
- 日本国際見本市（大阪府、1954年）
- 原子力平和利用博覧会（東京都・広島県広島市など全国11都市を巡回、1955年-1957年）
- 別府温泉観光産業大博覧会（大分県、1957年）
- 産業科学大博覧会（福岡県大牟田市、1957年）
- 門司トンネル博（福岡県門司市、1958年）
- 徳島産業科学大博覧会（徳島県、1958年）
- 広島復興大博覧会（広島県、1958年）
- 北海道大博覧会（北海道札幌市、1958年）
- 小倉大博覧会（福岡県小倉市、1960年）
- 若戸博覧会（福岡県若松市、1962年）
- 福岡大博覧会（福岡県福岡市、1966年）
- 姫路大博覧会（兵庫県姫路市、1966年）
- 東北大博覧会（宮城県仙台市、1967年）
- 北海道百年記念・北海道大博覧会（北海道札幌市、1968年）
- びわ湖大博覧会（滋賀県大津市、1968年）
- 佐賀博覧会（佐賀県佐賀市、1969年）
- 山陽新幹線開通記念・岡山交通博覧会（岡山県岡山市、1972年）
- 日本海博（石川県金沢市、1973年8月18日〜10月14日）
- 新幹線博多開通記念 福岡大博覧会（福岡博、福岡県福岡市、1975年）
- 北海道こども博覧会（北海道釧路市、1978年7月1日〜8月20日）
- 宇宙科学博覧会（東京都、1978年〜1979年）
- 瀬戸内2001大博覧会 （2001博、岡山県岡山市、1979年3月17日〜6月17日）
- 神戸ポートアイランド博覧会（ポートピア'81、兵庫県神戸市、1981年）
- 太陽エネルギーが拓く新時代・仁尾太陽博（香川県仁尾町仁尾浜、1981年）
- ふくおか'82大博覧会（福岡県福岡市、1982年）
- '82北海道博覧会（北海道札幌市、1982年）
- 北方圏農林博覧会（北海道帯広市、1982年）
- '83新潟博覧会（新潟県新潟市、1983年）
- 大阪城博覧会（大阪府大阪市、1983年）
- 大阪世界帆船まつり'83（大阪府大阪市、1983年）
- にっぽん新世紀博覧会（富山県、1983年）
- '84とちぎ博（栃木県宇都宮市・清原工業団地、1984年）
- '84小樽博覧会（北海道小樽市、1984年）
- 名古屋城博（愛知県名古屋市、1984年）
- '84高知・黒潮博覧会（高知県高知市、1984年）
- 国際伝統工芸博覧会・京都（京都府京都市、1984年）
- くにうみの祭典・淡路愛ランド博（兵庫県淡路島、1985年）
- '85鳴門ピアワールドフェスティバル（徳島県鳴門市、1985年）
- いわてピア’85（岩手県盛岡市、1985年）
- 豊のくに中津大博覧会（豊のくにテクノピア、大分県中津市、1986年）
- 北海道21世紀博覧会（北海道岩見沢市、1986年）
- 秋田博'86（秋田県秋田市、1986年）
- 葵博・岡崎'87（愛知県岡崎市、1987年）
- '87世界古城博覧会（滋賀県彦根市、1987年）
- '87未来の東北博覧会（宮城県仙台市、1987年7月18日 - 9月28日）
- 天王寺博覧会（大阪府大阪市天王寺区、1987年8月1日 - 11月8日）
- 世界歴史都市博（京都府、1987年）
- 世界・食の祭典（北海道、1988年）
- 瀬戸大橋架橋記念博覧会（香川県坂出市、岡山県倉敷市、1988年）
- 北摂・丹波の祭典 ホロンピア'88（兵庫県三田市・篠山町・柏原町、1988年）
- 21世紀公園都市博覧会（兵庫県三田市、1988年）
- ひょうご'88食と緑の博覧会（兵庫県丹南町、1988年）
- なら・シルクロード博覧会（奈良県奈良市、1988年）
- 青函トンネル開通記念博覧会（青森県青森市、北海道函館市、1988年）
- ぎふ中部未来博（岐阜県岐阜市、1988年）
- 食と緑の博覧会いしかわ'88（石川県金沢市、1988年）
- '88飛騨・高山 食と緑の博覧会（岐阜県高山市、1988年）
- 食と緑の博覧会-とちぎ'88（イートピア栃木'88、栃木県宇都宮市、1988年）
- '88さいたま博覧会（埼玉県熊谷市、1988年）
- 十勝海洋博覧会（HIROO EXPO'88、北海道広尾町、1988年）
- アジア太平洋博覧会（よかトピア、福岡県福岡市、1989年）
- 横浜博覧会（YES'89、神奈川県横浜市、1989年）
- オランダフェスティバル・ダッハらんど'89大阪（大阪府堺市、1989年）
- '89姫路シロトピア博（兵庫県姫路市、1989年）
- 海と島の博覧会（海島博、広島市、広島県内沿岸、1989年）
- 世界デザイン博覧会（愛知県名古屋市、1989年）
- '89新潟食と緑の博覧会（新潟県、1989年）
- おみやげザ・ワールド（山形県、1989年）
- 鳥取・世界おもちゃ博覧会（鳥取県鳥取市、1989年）
- サザンピア21（鹿児島県鹿児島市、1989年）
- SUNPU博'89（静岡県静岡市、1989年）
- こうふ博'89（山梨県甲府市、1989年）
- おかやま食と緑の博覧会（岡山県笠岡市笠岡湾干拓地、1990年）
- 鴨方めん博（岡山県鴨方町、1990年）
- '90長崎旅博覧会（長崎県長崎市、1990年）
- 食と緑の博覧会・みやざき'90（宮崎県、1990年）
- 食と緑の博覧会・ちば'90（千葉県千葉市、1990年）
- 国際花と緑の博覧会（大阪府大阪市、1990年）
- 世界陶芸祭（1991年）
- 世界そば博覧会（富山県利賀村、1992年）
- '92世界民話博IN遠野（岩手県遠野市、1992年）
- コミュニケーションワールド'92 北海道2000（コム博、北海道札幌市、1992年）
- 十勝・緑の地球博（北海道帯広市、1992年）
- ジェノヴァ国際船と海の博覧会（1992年）
- ジャパンエキスポ富山（富山県、1992年）
- 三陸・海の博覧会（岩手県釜石市・宮古市・山田町、1992年）
- フードラマなごや'92（愛知県名古屋市、1992年）
- アーバンリゾートフェア神戸'93（兵庫県神戸市、1993年）
- ジャパンエキスポ信州博'93 / 信州博覧会（長野県松本市、1993年）
- TAMAらいふ21（東京都多摩地域、1993年）
- 倉吉農業博覧会（鳥取県倉吉市、1993年）
- 国宝松本城400年まつり（長野県松本市、1993年）
- 北近畿交流博（京都府福知山市、1993年）
- 火の国フェスタ・くまもと'93（熊本県熊本市、1993年）
- 祝祭・京都創生1200年（京都府、1994年）
- けいはんな学研都市フェスティバル'94（京都府精華町、1994年）
- 但馬・理想の都の祭典（兵庫県但馬地域、1994年）
- 豊岡・世界のかばん博'94（兵庫県豊岡市、1994年）
- 世界リゾート博（和歌山県、1994年）
- まつり博三重 / 世界祝祭博覧会（三重県、1994年）
- 花フェスタ'95ぎふ（岐阜県可児市、1995年）
- ロマントピア藤原京'95（奈良県橿原市、1995年）
- 世界・焱の博覧会（佐賀県、1996年）
- 北近江秀吉博覧会（滋賀県長浜市、1996年）
- 世界昆虫博・十和田湖（青森県十和田湖町、1996年）
- 森と湖のフェスタ（青森県十和田湖町、1996年）
- 丸亀城築城400年祭（香川県丸亀市、1997年）
- 国際ゆめ交流博覧会（宮城県仙台市、1997年）
- 毛利元就博（広島県広島市、1997年）
- 山陰・夢みなと博覧会（鳥取県境港市、1997年）
- 南紀熊野体験博（和歌山県、1999年）
- つるが・きらめき・みなと博21（福井県敦賀市、1999年）
- 国際園芸・造園博のジャパンフローラ2000（淡路花博、淡路夢舞台（兵庫県淡路町）、2000年）
- 決戦関ヶ原大垣博（岐阜県大垣市、2000年）
- 恐竜エキスポふくい2000（福井県勝山市、2000年）
- ワッショイ!2000（大阪府堺市、2000年）
- かなざわ・まち博（石川県、2000年）
- 静岡「葵」博（静岡県静岡市、2000年、2001年）
- 2001年しずおか緑・花・祭（静岡県、2001年）
- 上杉鷹山生誕250年祭・YOZANフェスティバル（山形県米沢市、2001年）
- 21世紀☆みらい体験博〜ユメみたいなユメみたい。〜（兵庫県神戸市、2001年）
- 中山道ルネッサンス木曽街道400年祭（長野県、2001年）
- 北九州博覧祭2001（福岡県北九州市、2001年）
- うつくしま未来博（福島県須賀川市、2001年）
- 山口きらら博（山口県、2001年）
- 加賀百万石博（石川県金沢市、2002年）
- 若狭路博2003（福井県小浜市、2003年）
- 熱海花の博覧会（静岡県熱海市、2004年）
- えひめ街並博2004（愛媛県、2004年）
- 花フェスタ2005ぎふ（岐阜県可児市、2005年）
- 長崎さるく博（長崎県長崎市、2006年）
- 北近江一豊・千代博覧会（滋賀県長浜市、2006年）
- 熊本城築城400年祭（熊本県、2006年〜2008年）
- 甲斐の国風林火山博（山梨県、2007年）
- 国宝・彦根城築城400年祭（滋賀県、2007年）
- 京都文化博覧会（京都市、2007年）
- 花・人・土佐であい博（高知県、2008年〜2009年）
- 2009鳥取・因幡の祭典（鳥取県、2009年〜2010年）
- 開国博Y150（神奈川県横浜市、2009年）
- 浜松モザイカルチャー世界博2009（静岡県浜松市、2009年）
- 平城遷都1300年祭（奈良県奈良市、2010年）
- 庄原さとやま博（広島県庄原市、2010年〜2011年）
- えひめ南予いやし博2012（愛媛県、2012年）
- 神話博しまね（島根県、2012年）
- 瀬戸内しまのわ2014（愛媛県・広島県、2014年）
- 肥前さが幕末維新博覧会（佐賀県、2018年〜2019年）
- 山口ゆめ回廊博覧会（山口県、2021年）

### ジャパンエキスポ制度
旧・通商産業省による特定博覧会制度による博覧会。この制度は現在終了している。計12回開催、和歌山県は2度開催。

### インパク
2000年（平成12年）〜2001年（平成13年）にインターネット博覧会（通称：インパク）が開催された。過去の博覧会とは異なり、インターネット上の仮想空間での展覧会である。当時の首相であった森喜朗が提唱したIT戦略「e-Japan」の具体化のひとつだったが、成果については批判的な意見が多い。

## 開催時期
上述のように、これまで日本で開催されてきた博覧会の多くは春〜秋の時期に開催されている。冬中心の開催例は今のところ皆無に近い。屋外の展示や、屋外で入場を待つ観客にとって寒さを感じさせない時期としたこと、春休みやゴールデンウィークおよび夏休みの時期などの春〜秋の行楽シーズンを狙って開催したと思われる。
特にこれまでの全ての国際博覧会（万国博覧会）と主要な地方博覧会（「ポートピア'81」が好例）の「3月開幕・9月閉幕」のスケジュールが広く認知され、そのイメージで捉える人も多い。小規模な地方博覧会の場合は「7月開幕・9月閉幕」のケースも多い。この博覧会の開催については甚だしく暑熱となる夏季が含まれ、さらに多くの博覧会会場はこの時期は輻射熱で気温以上に暑くなるため、熱中症などになる恐れが高まり良くないという見方もある。
観客動員数は多くのケースの場合、尻上がりに増えるケースが多いようである。「3月開幕・9月閉幕」のスケジュールの場合、3月〜4月中旬は様子見なのか観客は少なく、4月下旬〜5月に第一次の観客数増大を招き（この中に5月に修学旅行を行う学校の修学旅行生も含まれる）、6月〜7月上旬は梅雨のためか減少し、7月中旬〜8月中旬が最も観客の多い時期で、最後に閉幕直前の9月に駆け込み的に観客が増えるケースが多いようである。

## 博覧会の意義
博覧会という形式は19世紀から20世紀において各国で大きな役割を果たしてきたが、情報化が進展し様々なイベントや展覧会が日常的に開催されている現在、博覧会の意義が問われているといえる。
展示内容は博覧会のテーマによるが、多くの場合は科学技術の成果を大衆に広く知らしめる内容や、出展企業、団体、国家政府のPRとなるような内容（例えば出展国の文化や風物を知らしめる）であることが多い。ただし企業についてはあからさまな宣伝は控えられる傾向にある。
しかし多くの観客が博覧会に期待するものは、ある種の「お祭り」や「移動遊園地」的なものであることも多い。博覧会場に設置された遊具（観覧車や展望台など）に期待したり、科学技術の成果物ではロボット、宇宙開発、立体映像、リニアモーターカーなど、子供にも判りやすくかつ見た目が派手な展示に人気が集まる傾向がある。また観客のうち博覧会に多くを期待するのは子供や中学生・高校生など10代の青少年が多く、20代以上の成人層で博覧会から何かを得ようという人は少ない傾向にある。